# Garçon ! (jeu)
Pour les articles homonymes, voir Garçon (homonymie).
Garçon ! est un jeu de cartes dans lequel les joueurs prennent les commandes du Grand Café et mettent leur mémoire à l'épreuve afin d'obtenir un maximum de pourboires.

## Histoire & Récompenses

### Histoire
Garçon! est le premier jeu édité par les Français de BlackRock Éditions.

Le principe part de l'idée qu'un serveur doit parfois retenir plusieurs longues commandes et les restitue sans fautes malgré tout.

La première édition de jeu est servie sous forme de jeu de cartes en février 2007 et sera rapidement suivie par une version identique en septembre 2007.

L'année suivante, en février 2008, BlackRock propose une version "boite de jeu", plus complète, où les cartes sont plus grandes et illustrées des portraits de clients du Grand Café. Le nombre de cartes, aussi, a changé et les pourboires sont désormais matérialisés en jetons.

### Récompenses
- 2007 : 3e Chapeau d'Or, prix du public au festival du Bourg-d'Oisans.

## Contenu
Il existe donc deux versions du jeu Garçon!
- version jeu de cartes :

80 cartes, dont 62 cartes “commande”, 14 cartes événement,1 carte “horloge” et 3 cartes “règle du jeu”.
- version boîte de jeu :

60 cartes, dont 48 cartes "commande" et 12 cartes événement. 60 jetons (pièces des pourboires), le pion "horloge" et un dé.

Les cartes "commande" sont donc les commandes des clients.

Les cartes événement influent sur le déroulement d'une partie. Trois événements : Remettez ça (double les pourboires pour une commande), calepin (permet à la commande d'être visible) et clients partis (qui annule la commande d'un autre serveur).

## Déroulement de la partie
- On désigne un meneur de jeu qui, après avoir mélangé les cartes, place 5 cartes commande et 2 cartes événement au centre de la table de jeu (le reste des cartes forme une pioche qui remplacera les cartes choisies au cours de la partie).
- Les autres joueurs sont les serveurs du Grand Café et choisissent parmi ces cartes, chacun leur tour.
- Le tour suivant, les serveurs ont le choix entre restituer le contenu de la commande (servir les clients) et obtenir les pourboires indiqués sur la carte, ou bien prendre une nouvelle carte (une commande à mémoriser, ou un événement qui influe sur le jeu) pour servir sa commande plus tard et accroitre le pourboire... et la difficulté.
- Le jeu se termine quand est atteint le nombre de pourboires fixé en début de partie par le meneur ; celui qui a le plus de pourboires emporte la partie.
- Avec la variante de la carte ou le pion "horloge", la fin de la partie est réglée par le temps et symbolise la fermeture du bar.

## Anecdotes
La version prototype du jeu nommait des marques déposées pour les boissons.